# Sauvons la farce !
Sauvons la farce ! (The Exotic) est un roman policier de l’écrivain australien Carter Brown publié en 1961 en Australie et aux États-Unis. Le livre paraît en France en 1967 dans la Série noire. La traduction, prétendument « de l'américain », est signée Janine Hérisson. 
C'est une des nombreuses aventures du lieutenant Al Wheeler, bras droit du shérif Lavers dans la ville californienne fictive de Pine City - la vingt-septième traduite en français aux Éditions Gallimard. Le héros est aussi le narrateur.

## Résumé
Un taxi livre au shérif Lavers un client décédé de deux balles dans la tête : un certain Dan Lambert, sorti de prison après trois années purgées pour avoir escroqué ses clients de cent mille dollars, jamais retrouvés. Les deux compagnons de beuverie qui l'ont mis dans le taxi l'avaient-ils déjà tué ? Après tout, ce sont des repris de justice... Ou bien a-t-on tiré sur le passager du taxi pendant la course, depuis la voiture blanche qui s'est approchée jusqu'à l'accrochage ? Qui Dan Lambert était-il venu voir à Pine City : sa fille Corinne ? son ancien associé Hamilton ? Et pourquoi tenait-il à rencontrer le shérif Lavers ? Dans son enquête, Al Wheeler subit la concurrence d'un privé moderniste, équipé d'une batterie d'ordinateurs. Il doit aussi affronter les plaisanteries d'un Hamilton reconverti dans l'importation de farces et attrapes.

## Personnages
- Al Wheeler, lieutenant enquêteur au bureau du shérif de Pine City.
- Le shérif Lavers.
- Le sergent Polnik.
- Annabelle Jackson, secrétaire du shérif.
- Doc Murphy, médecin légiste.
- Keno, chauffeur de taxi.
- Corinne Lambert, fille de la victime, propriétaire de l'Exotic Boutique.
- Carla, son employée.
- Tony Swanson, fiancé de Corinne Lambert.
- Lenny Kosto, ancien compagnon de cellule de Dan Lambert.
- Mike Soulos, son complice.
- Hamilton Hamilton, importateur, ancien associé de Dan Lambert.
- Gail Hamilton, son épouse.
- Agnes Green, employée de Hamilton Hamilton.
- Perkins, maître d'hôtel des Hamilton.
- Dingo Starke, détective privé.

## Édition
- Série noire no 1131, 1967,  (ISBN 207048131X). Réédition : Carré noir no 266 (1977),  (ISBN 2070432661).